# 新語
『新語』（しんご）は、古代中国の前漢初期（紀元前200年頃）に陸賈が著した書籍である。漢の高祖（劉邦）の求めに応じて書かれ、諸国の興亡の原因を説く。全12篇が今に伝わるが、真に陸賈が著したものかどうか疑う新語偽作説がある。

## 著作の経緯
劉邦は、秦末の反乱に加わって身を起こし、秦が滅んだ後は項羽と争って破り、天下を得た。陸賈はその下で使者として交渉にあたり活躍した。劉邦が皇帝になってから、陸賈は儒教の教典である『詩経』や『書経』を盛んに引用し、褒め称えた。劉邦は儒者嫌いで、「おれは馬上でこれ（天下）を取ったのだ。詩書にかまっておられるか」と罵った。陸賈は「馬上でこれを得ても、馬上でこれを治められましょうか」と答えた。さらに、呉王夫差と晋の智伯（智瑶）は武に頼ったために滅び、反逆で天下を得て殷と周を興した湯王・武王の例からも文武の並用が長久の道であると説いた。続けて、「もしも秦が天下を統一したあと、仁義に則り古代の聖王を見習っていたら、陛下が天下をお取りになれたでしょうか」と言った。劉邦は不快になったが、陸賈の言い分の正しさを認めた。劉邦は、秦が天下を失い、自分が天下を得たわけ、また諸国の成功と失敗について書いてくれと陸賈に頼んだ。陸賈は国の存亡を解き明かした12篇の書を著し、1篇ができるごとに奏上した。そのたびに劉邦がほめないことはなく、左右の者が「万歳」と言った。これが『新語』である。
著作の年代は、劉邦が天下を得た紀元前202年から死ぬ紀元前195年までに収まる。やや後の方に傾くであろう。

## 『新語』の歴史
以上のエピソードは、それから約100年後に司馬遷がまとめた『史記』によって知られる。司馬遷（あるいは父の司馬談）は、『新語』を読んで「まことに当世の弁士である」という感想を記した。
後漢に著された『漢書』芸文志は、前漢末に存在した書物の図書目録であり、そこには陸賈『楚漢春秋』という歴史書、「陸賈賦」という賦、そして「陸賈23篇」という儒家に属する本の3つが載っている。『新語』は見えないが、23篇の中に新語12篇が含まれていると推定する説が有力である。
宋代の王応麟は、『玉海』で、漢の陸賈の『新語』で「今、世に存するのは道基・術事・輔政・無為・資賢・至徳・懐慮のあわせて7編」と記した。今の本に資質とあるところが、この言では資賢となっている。
それが明代には12篇完備した版本になり、現代まで伝わる。弘治本、范氏天一閣本、漢魏叢書本の似通った3本と、それとやや異なる子彙本がある。四部叢刊、四部備要は弘治本を収める。王応鱗が見たのと別に完本があったのかもしれない。7篇残っていたのを一部分割して12篇にしたのではないかという説もある。

## 内容と思想

### 題名
『新語』の題名は、漢によって歴史の新しい時代が開かれたという陸賈の認識と自負を示すものとも考えられる。同時期には賈誼『新書』、劉向『新序』といった「新」がつく著作が相次いで著されており、陸賈だけでなく時代の思潮をなしていた。

### 歴史認識
第一の道基篇では宇宙の起源から社会の成り立ちについて述べる。「天が万物を生じ、地をもってこれを養い、聖人これを成す」という最初の一文で要約できる。まず日月、星辰、陰陽、治性、五行が作られ自然的な秩序が備わる。その後に聖人が現われて人間を教え導く。人間は初め禽獣と異なるところがなかったが、聖人が現われて農耕を教えたり、道徳を教えたりすることで、良い暮らしができるようになった。一種の進歩史観である。
聖人は、先聖、中聖、後聖に分けられる。『新語』に解説はないが、先聖は伝説上の三皇五帝、中聖は周の文王と周公旦、後聖は孔子を指す。人の道は先聖が制定したものだが、人々が従わなくなって世が乱れると中聖が礼儀を作って教え、さらにまた乱れると後聖が出て五経・六芸を定めて教えた、と『新語』は説く。普通の人が実際に従うべきは、天の道ではなく、聖人が教えた道徳である。道徳の内実は，仁義である。
天が人間に対して直接指示を出すことはなく、災異や瑞祥で統治の是非を告げる。これは天人相関説あるいは災異説として知られる考えで、後の武帝の時代に董仲舒が唱えて流行した。陸賈はその先駆と位置づけられる。

### 仁義の重視と刑・力の排斥
『新語』は一貫して道徳に即した王道をすすめ、暴力や策略を用いる覇術を退ける。
道基篇で「秦二世、刑を尚んで亡ぶ」と端的に指摘し、無為篇では始皇帝が刑罰を設け長城を築いたが天下は乱れたと指摘する。特に秦の滅亡との関係で、刑罰や武力の偏重が国を失う原因となると繰り返す。

### 道家との関係
純粋な儒家の思想だけでなく、道家的な思想が随所に見られるのも特徴である。無為篇で、「道は無為より大なるはなく」と道家の中心である「無為」を最大のものと称揚する。その他あちこちに「無」や「道」のような道家的用語で語るところがある。しかしそれも、全体として儒家から外れるものではない。「道は無為より大なるはなく」の次には、「行は勤敬より大なるはなし」と続けるように、個々人に求めるのは無為自然ではない。新語における「道」は、「徳」とあわせて道徳となることが多く、その中身は儒教的道徳に帰着する。その他の部分も、聖人君子が道徳的な模範を示すという儒家の理想に話を導いている。
別の箇所では神仙を求めることを批判しており、道家的な生き方には否定的である。『新語』の中の道家的要素は、老壮の道を求めるのではなく、儒教政策を採用させやすくするために道家の用語を使ったまでと言える

## 現存『新語』の内容
12篇は、以下の通りである。
1. 道基
2. 術事
3. 輔政
4. 無為
5. 弁惑
6. 慎微
7. 資質
8. 至徳
9. 懐慮
10. 本行
11. 明誡
12. 思務